# Jammal Brown
Jammal Filbert Brown (født 30. marts 1981 i Waxahachie, Texas, USA) er en tidligere amerikansk football-spiller, der spillede som offensive tackle for NFL-holdene Washington Redskins og New Orleans Saints. Hans karriere strakte sig fra 2005 til 2012.
Browns er to gange, i 2006 og 2008 blevet udtaget til NFL's All-Star kamp, Pro Bowl.

## Klubber
- 2005-2009: New Orleans Saints
- 2010-2012: Washington Redskins